# The NWA (catch)
Pour les articles homonymes, voir NWA.
Ne doit pas être confondu avec National Wrestling Alliance.
La National Wrestling Alliance (NWA) est un clan de catcheurs (lutteurs professionnels) travaillant à la World Wrestling Federation (WWF) entre 1997 et 1998. Il est composé de Jim Cornette qui est le manager de Dan Severn, Jeff Jarrett, Barry Windham les Rock 'n' Roll Express (en) (Ricky Morton et Robert Gibson) et The New Midnight Express (en) (Bombacious Bart et Bombacious Bob).
Le clan se créé en 1998 et se veut être une invasion de catcheurs de la National Wrestling Alliance (NWA). Ils utilisent trois des titres majeurs de la NWA : le championnat poids lourd d'Amérique du Nord de la NWA (en), le championnat du monde par équipes de la NWA et le championnat du monde poids lourd de la NWA. 

## Histoire du clan
Le 29 décembre 1997, Jim Cornette fait le bilan de l'année écoulé. Il déclare qu'il ne s'intéresse pas à D-Generation X, Sable ou encore le New World Order. Il déclare qu'en 1998, il compte proposer quelque chose de plus traditionnel,. 
La semaine suivante, la WWF organise un match pour le championnat poids lourd d'Amérique du Nord (en) de la National Wrestling Alliance (NWA) alors vacant opposant Barry Windham à Jeff Jarrett. Cornette commente ce combat et intervient en fin de match en frappant Windham dans le dos avec une raquette de tennis permettant à Jarrett d'être le nouveau champion. Le 12 janvier 1998, Cornette accueille les Rock 'n' Roll Express (en) (Ricky Morton et Robert Gibson) qui sont alors les champions du monde par équipes de la NWA. Une semaine plus tard, Jarrett défend avec succès son titre de champion poids lourd d'Amérique du Nord de la NWA face à Blackjack Bradshaw. En fin de match Windham, qui est alors l'équipier de Bradshaw lui porte un lariat en voulant frapper Jarrett ; cela marque la fin de l'alliance entre Bradshaw et Windham et ce dernier s'allie alors avec Jarrett et The Rock 'n' Roll Express. Morton et Gibson défendent leur titre de champion du monde par équipe avec succès le 16 février face à The Headbangers (Mosh et Thrasher) qui se font disqualifier pour avoir projeté Gibson en dehors du ring,. La semaine suivante, The Headbangers mettent fin au règne de champion du monde par équipes de la NWA de The Rock 'n' Roll Express. Jarrett quitte le clan le 2 mars, dans la foulée la NWA annonce que le titre de champion poids lourd d'Amérique du Nord de la NWA est vacant. The Rock 'n' Roll Express se font exclure du clan 15 jours plus tard après une défaite face à The Headbangers, The New Midnight Express (en) (Bombacious Bart et Bombacious Bob) les remplace.